# Вудсток (Нью-Брансвік)
Вудсток (англ. Woodstock) — містечко в Канаді, у провінції Нью-Брансвік, у складі графства Карлтон.

## Населення
За даними перепису 2016 року, містечко нараховувало 5228 осіб, показавши скорочення на 0,5%, порівняно з 2011-м роком. Середня густина населення становила 356,7 осіб/км².
З офіційних мов обидвома одночасно володіли 545 жителів, тільки англійською — 4 520, а 20 — жодною з них. Усього 360 осіб вважали рідною мовою не одну з офіційних, з них 5 — одну з корінних мов, а 10 — українську.
Працездатне населення становило 58,4% усього населення, рівень безробіття — 8,5% (8,8% серед чоловіків та 8,6% серед жінок). 89,2% осіб були найманими працівниками, а 8,9% — самозайнятими.
Середній дохід на особу становив $39 453 (медіана $28 274), при цьому для чоловіків — $49 260, а для жінок $30 761 (медіани — $35 655 та $24 228 відповідно).
33,5% мешканців мали закінчену шкільну освіту, не мали закінченої шкільної освіти — 18%, 48,5% мали післяшкільну освіту, з яких 35% мали диплом бакалавра, або вищий, 10 осіб мали вчений ступінь.
| Статево-вікова структура населення | Статево-вікова структура населення | Статево-вікова структура населення | Статево-вікова структура населення | Статево-вікова структура населення |
| ---------------------------------- | ---------------------------------- | ---------------------------------- | ---------------------------------- | ---------------------------------- |
|                                    |                                    |                                    |                                    |                                    |
| Всього                             | Всього                             | 46,8%53,2%                         |                                    |                                    |
| 0 — 14 років                       | 0 — 14 років                       |                                    | 15,6%                              | 15,6%                              |
| 15 — 64 років                      | 15 — 64 років                      |                                    | 62,4%                              | 62,4%                              |
| 65 і більше                        | 65 і більше                        |                                    | 22%                                | 22%                                |
| 85 і більше                        | 85 і більше                        |                                    | 4%                                 | 4%                                 |
| 100 і більше                       | 100 і більше                       |                                    | 0,1%                               | 0,1%                               |
| Середній вік (років)               | Середній вік (років)               | 41,546,3                           | 44,0                               | 44,0                               |
| Медіана (років)                    | Медіана (років)                    | 42,847,7                           | 45,1                               | 45,1                               |
| — чоловіки — жінки                 |                                    |                                    |                                    |                                    |

| Походження мешканців:     | Походження мешканців:     | Походження мешканців: | Походження мешканців: | Походження мешканців: |
| ------------------------- | ------------------------- | --------------------- | --------------------- | --------------------- |
| Походження                |                           |                       | осіб                  | %                     |
| Корінні американці        | Корінні американці        |                       | 295                   | 5.87%                 |
| Інше північноамериканське | Інше північноамериканське |                       | 2 345                 | 46.67%                |
| Європейське               | Європейське               |                       | 3 380                 | 67.26%                |
| британське                | британське                |                       | 2 910                 | 57.91%                |
| французьке                | французьке                |                       | 535                   | 10.65%                |
| українське                | українське                |                       | 10                    | 0.2%                  |
| Латинськоамериканське     | Латинськоамериканське     |                       | 15                    | 0.3%                  |
| Карибське                 | Карибське                 |                       | 35                    | 0.7%                  |
| Африканське               | Африканське               |                       | 30                    | 0.6%                  |
| Азійське                  | Азійське                  |                       | 160                   | 3.18%                 |

| Зайнятість населення за галузями (за класифікацією NOC): | Зайнятість населення за галузями (за класифікацією NOC): | Зайнятість населення за галузями (за класифікацією NOC): | Зайнятість населення за галузями (за класифікацією NOC): | Зайнятість населення за галузями (за класифікацією NOC): |
| -------------------------------------------------------- | -------------------------------------------------------- | -------------------------------------------------------- | -------------------------------------------------------- | -------------------------------------------------------- |
|                                                          |                                                          |                                                          |                                                          |                                                          |
| Управління                                               | Управління                                               |                                                          | 10,7%                                                    | 10,7%                                                    |
| Бізнес, фінанси та адміністрування                       | Бізнес, фінанси та адміністрування                       |                                                          | 14,5%                                                    | 14,5%                                                    |
| Природничі та прикладні науки                            | Природничі та прикладні науки                            |                                                          | 3,5%                                                     | 3,5%                                                     |
| Охорона здоров'я                                         | Охорона здоров'я                                         |                                                          | 6,8%                                                     | 6,8%                                                     |
| Освіта, правозахист, муніципальні та урядові служби      | Освіта, правозахист, муніципальні та урядові служби      |                                                          | 14,3%                                                    | 14,3%                                                    |
| Мистецтво, культура, відпочинок та спорт                 | Мистецтво, культура, відпочинок та спорт                 |                                                          | 2,1%                                                     | 2,1%                                                     |
| Роздрібна торгівля та послуги                            | Роздрібна торгівля та послуги                            |                                                          | 25%                                                      | 25%                                                      |
| Гуртова торгівля, транспорт та обладнання                | Гуртова торгівля, транспорт та обладнання                |                                                          | 16,1%                                                    | 16,1%                                                    |
| Природні ресурси, сільське господарство                  | Природні ресурси, сільське господарство                  |                                                          | 2,7%                                                     | 2,7%                                                     |
| Виробництво                                              | Виробництво                                              |                                                          | 4,8%                                                     | 4,8%                                                     |

## Клімат
Середня річна температура становить 4,8°C, середня максимальна – 23,7°C, а середня мінімальна – -18,4°C. Середня річна кількість опадів – 1 056 мм.
| Клімат поселення                              | Клімат поселення | Клімат поселення | Клімат поселення | Клімат поселення | Клімат поселення | Клімат поселення | Клімат поселення | Клімат поселення | Клімат поселення | Клімат поселення | Клімат поселення | Клімат поселення | Клімат поселення |
| Показник                                      | Січ.             | Лют.             | Бер.             | Квіт.            | Трав.            | Черв.            | Лип.             | Серп.            | Вер.             | Жовт.            | Лист.            | Груд.            |                  |
| Середній максимум, °C                         | −4,89            | −3,48            | 3,18             | 10,58            | 17,78            | 22,95            | 23,72            | 22,80            | 17,70            | 11,38            | 5,15             | −2,86            |                  |
| Середня температура, °C                       | −11,62           | −10,21           | −3,55            | 3,85             | 11,04            | 16,22            | 19,32            | 18,40            | 13,28            | 6,97             | 0,74             | −7,27            |                  |
| Середній мінімум, °C                          | −18,35           | −16,95           | −10,28           | −2,88            | 4,30             | 9,49             | 14,90            | 13,99            | 8,87             | 2,56             | −3,67            | −11,67           |                  |
| Норма опадів, мм                              | 90               | 62               | 78               | 81               | 92               | 87               | 99               | 95               | 93               | 89               | 98               | 92               |                  |
| Середньомісячна швидкість вітру, м/с          | 3.54             | 3.63             | 3.86             | 3.72             | 3.46             | 3.08             | 2.78             | 2.63             | 2.90             | 3.26             | 3.46             | 3.50             |                  |
| Середньомісячна сонячна радіація, кДж/м²·день | 5195             | 8338             | 12063            | 15613            | 18412            | 20378            | 19736            | 17578            | 13068            | 8196             | 4888             | 4011             |                  |
| --------------------------------------------- | ---------------- | ---------------- | ---------------- | ---------------- | ---------------- | ---------------- | ---------------- | ---------------- | ---------------- | ---------------- | ---------------- | ---------------- | ---------------- |
| Джерело:                                      |                  |                  |                  |                  |                  |                  |                  |                  |                  |                  |                  |                  |                  |